# 統一碼技術委員會
統一碼技術委員會（Unicode Technical Committee，簡稱UTC）負責發展和維護統一碼標準，包括：統一碼字符數據庫、統一碼技術標準、統一碼技術報告。每隔一段時間，委員會會發佈最新的「更新和正誤表 （页面存档备份，存于）」。
統一碼技術委員會會每年會有4次集會。議程會在開會前兩星期通知各會會。

## 外部連結
- 官方網站 （页面存档备份，存于）